# Nadira (poetessa)
Nadira (nata Mohmaloryim, nota anche come Komila e Maknuna; Andijan, 1792 – Kokand, 1842) è stata una poetessa uzbeka.

## Biografia
Figlia del signore di Andijan Rahmonkulibiy, nel 1808 sposò il khan di Kokand Muhammad Umar Khan. Dopo la morte di suo marito svolse le funzioni di reggente nelle veci di suo figlio Muhammad Ali Khan.
Fu autrice di circa 10.000 versi scritti in uzbeko e in persiano che includono muhamma, ruboi, fard e soprattutto ghazal. Insegnò le opere di autori come Ali-Shir Nava'i, Fuzûlî e Abdul-Qādir Bēdil. La sua attività è ampiamente documentata da diversi trattati storici ad opera di Hakimhon Tora, Mushrif e Nodir-Uzlat. Fu fortemente ostracizzata dagli ulema, gli studiosi islamici di Kokand, per la sua poesia e per i suoi atteggiamenti anticonvenzionali che andavano in contrasto con l'ideale femminile dell'epoca.
Fu condannata a morte nel 1842 assieme ad altri membri della sua famiglia per volere del khan di Bukhara Nasrullah dopo l'invasione di Kokand. Nell'Uzbekistan moderno viene celebrata come una martire ed eroina.
Negli anni '50 e '60 la cantante uzbeka Mavluda Agzamova mantenne viva la tradizione sufi in Unione Sovietica cantando le opere di Nadira.